# Colonia (departman)
Departman Colonia departman je na jugozapadu Urugvaja. Sjedište departmana je grad Colonia del Sacramento, drugi najstariji grad u Urugvaju. Colonia je glavni proizvođač mlijeka i mliječnih proizvoda države.

## Stanovništvo i demografija
Prema popisu stanovništva iz 2011. godine na području departmana živi 123.203 stanovnika (60.203 muškaraca i 63.000 žena) u 57,003 kućanstvu.
- Prirodna promjena: + 0,042 ‰
  - Natalitet: 13,47 ‰
  - Mortalitet: 9,96 ‰
- Prosječna starost: 35,7 godine 
  - Muškarci: 34,0 godine
  - Žene: 37,4 godine
- Očekivana životna dob: 78,09 godina
  - Muškarci: 74,7 godine
  - Žene: 81,7 godina
- Prosječni BDP po stanovniku: 10.714 urugvajskih pesosa mjesečno

- Izvor: Statistička baza podataka 2010.[2]

| Grad                   | Stanovništvo |
| ---------------------- | ------------ |
| Colonia del Sacramento | 26.231       |
| Carmelo                | 18.041       |
| Juan Lacaze            | 12.816       |
| Nueva Helvecia         | 10.630       |
| Rosario                | 10.085       |
| Nueva Palmira          | 9.857        |
| Tarariras              | 6.632        |
| Florencio Sánchez      | 3.716        |
| Ombues de Lavalle      | 3.390        |
| Colonia Valdense       | 3.235        |

| Naselje      | Stanovništvo |
| ------------ | ------------ |
| Miguelete    | 999          |
| La Paz       | 603          |
| El Semillero | 600          |
| Conchillas   | 401          |

## Vanjske poveznice
- (šp.) Departman Colonia - službene stranice